# Vendelhelm

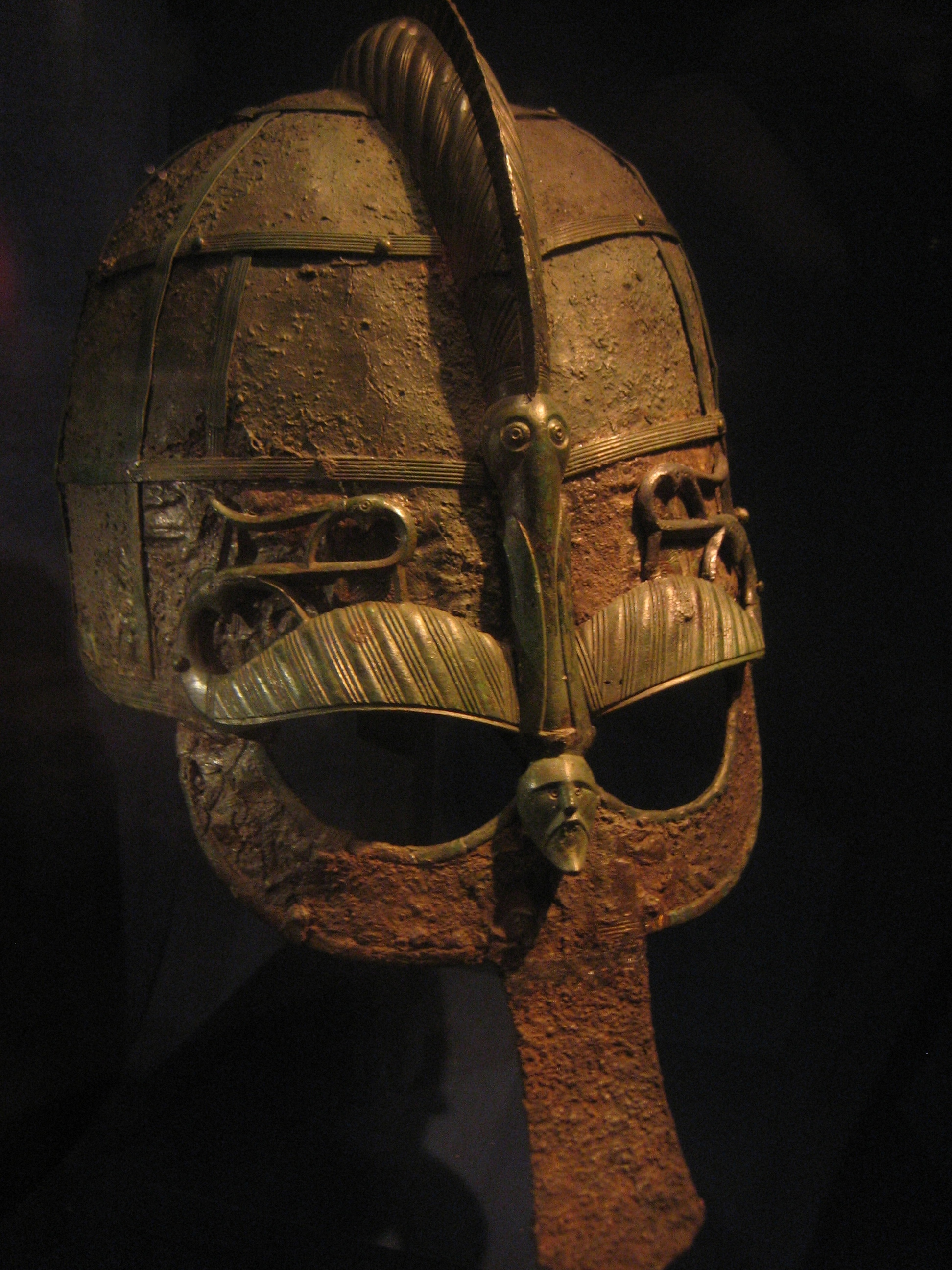
Vendelhelm del procedente de un barco funerario de Uppland.

Vendelhelm es el término germánico que alude a un tipo de casco defensivo militar en la Era de Vendel, a finales de la Edad de Hierro, y a quien debe su nombre. También conocido como «casco de anteojos» y «casco crestado», surge tras el spangenhelm. Se calcula que su uso se inició hacia finales del siglo VI hasta aproximadamente mediados del siglo IX en Escandinavia y las islas británicas, aunque tras el descubrimiento del yelmo de Gjermundbu se teoriza que siguió siendo un elemento identificativo de las castas guerreras más nobles en la Era vikinga.

## Características
La estructura básica del yelmo consta de tres bandas de hierro inter-remachadas, formando cada uno una coronilla, una banda de corona y otra banda de oreja a oreja. Se añade una lámina de metal, como protector para la cara y, a veces para las mejillas y el cuello, acompañado por sujeciones para una cota de malla. Los espacios entre las bandas de hierro se llenan también de placas. Se identifican sobre todo por una cresta superior y unos anteojos protectores muy característicos, que terminan con cabezas de animales. Toda la superficie del casco también está cubierto con láminas de metal o de bronce, a menudo decorado.

## Arqueología
Se han encontrado una treintena de estos yelmos en diversos yacimientos en Escandinavia e Inglaterra, a destacar el barco de Valsgärde, Vendel y la necrópolis real de Upsala en Uppland. Otros, en peor estado de conservación, también se han encontrado principalmente en Gotland y otros lugares de Suecia, debido principalmente a los ritos funerarios por cremación.
También hay algunos ejemplares bien conservados de Inglaterra: si bien no cuentan con las típicas protecciones oculares, por su construcción básica corresponden a los cascos crestados. El más antiguo de todos ellos es el Yelmo de Sutton Hoo, del rey Raedwald († 625). Sin embargo, el casco podría ser mucho más antiguo, de principios del siglo sexto. Otros dos son nativos, el yelmo de Coppergate de York y el yelmo de Benty Grange de Derbyshire, que está decorado con una «cresta de jabalí». La cresta de jabalí se menciona en el poema épico Beowulf.